# Mark Oliver Roosnupp
Mark Oliver Roosnupp (Tallinn, 12 maggio 1997) è un calciatore estone, attaccante del Levadia Tallinn.

## Carriera

### Club
Ha giocato nella prima divisione estone.

### Nazionale
Ha giocato nelle nazionali giovanili estoni Under-16, Under-17, Under-19 ed Under-21.
Nel 2017 ha esordito in nazionale.

## Palmarès

### Club

#### Competizioni nazionali
- Coppa d'Estonia: 3

Levadia Tallinn: 2017-2018, 2020-2021, 2023-2024
- Supercoppa d'Estonia: 4

Levadia Tallinn: 2015, 2018, 2022, 2025
- Campionato estone: 2

Levadia Tallinn: 2021, 2024